# مسابقة البيع
مسابقة البيع عبارة عن برنامج تحفيزي يتم فيه تقديم مكافآت للبائعين على أساس المبيعات و/أو النتائج الخاصة بهم. توجد ثلاثة أنواع منها:
- مسابقة مباشرة، حيث يتنافس موظفو المبيعات مع بعضهم البعض وينتج عن هذا التنافس فائز واحد
- مسابقة الفريق، حيث تتنافس الفرق وتتم مكافأتها عند الفوز بصورة جماعية
- الهدف، حيث يتم تقديم مكافآت لتحقيق الأهداف وقد يفوز بها أكثر من شخص واحد